# Pergamon (Panorama)

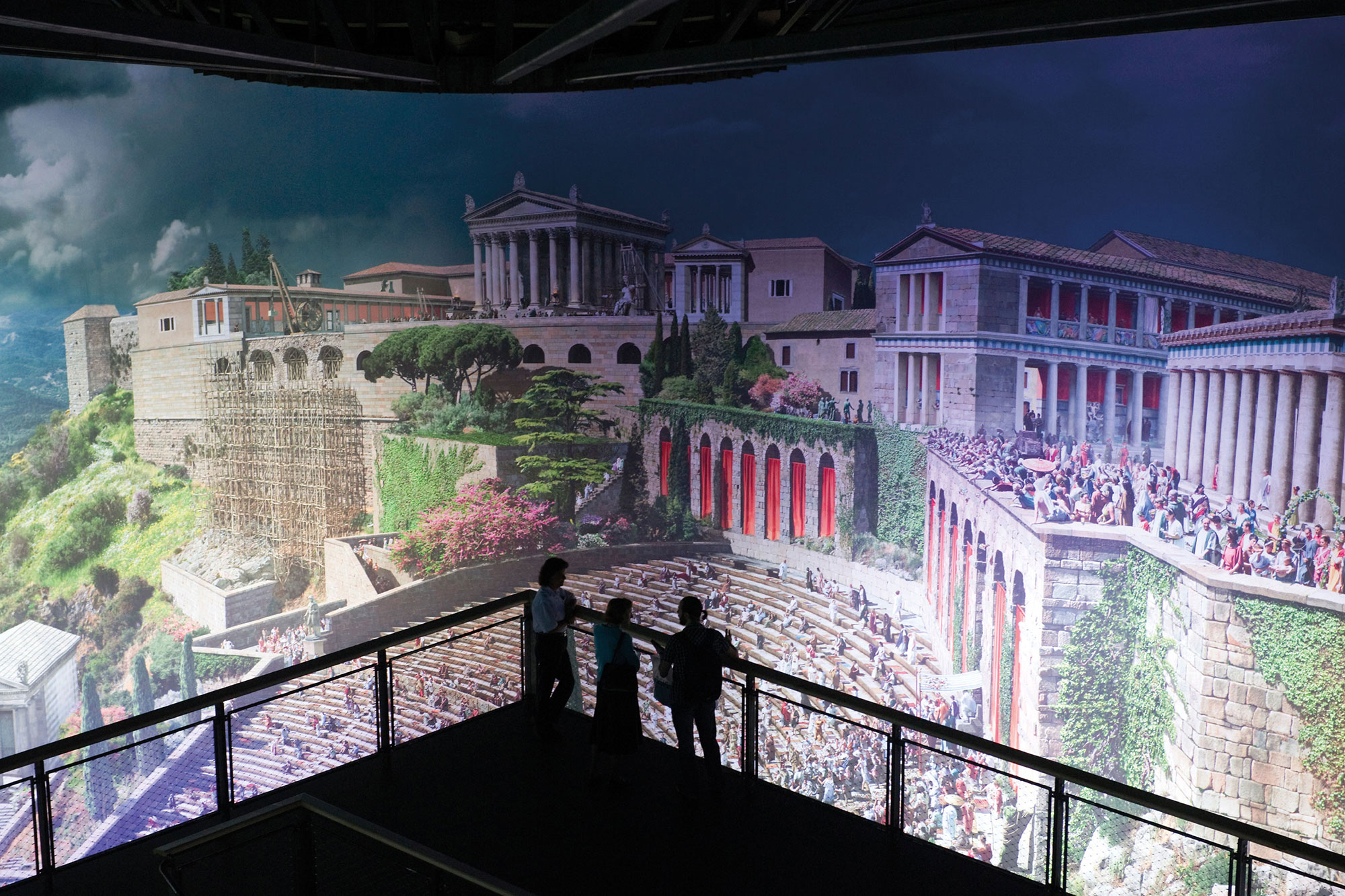
Besucher im Panorama PERGAMON (2012). Blick auf die Zuschauerränge des antiken Theaters und Dionysostempel (links unten), auf dem Burgberg links das Trajaneum, dessen Stützmauern noch eingerüstet sind, die zweistöckige Bibliothek und ganz rechts das Athenaheiligtum

Pergamon ist ein Panorama des Künstlers und Architekten Yadegar Asisi, das in Kooperation mit den Staatlichen Museen zu Berlin realisiert und von September 2011 bis September 2012 auf der Museumsinsel Berlin gezeigt wurde. Mit über 1,5 Millionen Besuchern war die mit dem Rundbild Asisis verbundene Ausstellung Pergamon – Panorama der antiken Metropole, bei der zahlreiche Funde der Grabungen in Pergamon erstmals präsentiert wurden, eine der erfolgreichsten Sonderausstellungen der Staatlichen Museen zu Berlin.
Seit November 2018 kann das Panorama in überarbeiteter Form im temporären Ausstellungsgebäude "Pergamonmuseum. Das Panorama" zusammen mit Exponaten der Antikensammlung besichtigt werden.
Seit März 2023 ist eine Kopie im Gasometer Pforzheim zu sehen.

## Pergamon-Panorama (1886)

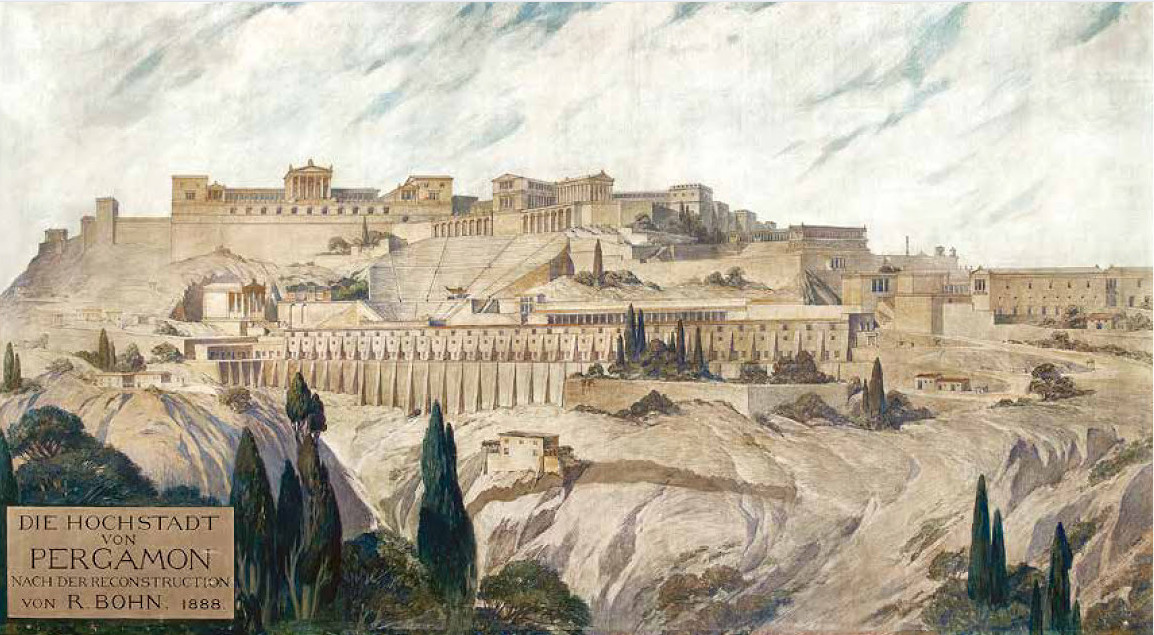
Ansicht des Burgbergs von Pergamon, Rekonstruktion von Richard Bohn 1888

Die Ausgrabung der antiken Metropole Pergamon war eine besonders erfolgreiche Unternehmung der klassischen deutschen Altertumswissenschaft. Das Grabungsteam unter Leitung von Carl Humann brachte 1878 bis 1886 unter anderem die Reliefplatten des Pergamonaltars ans Licht. Die Presse reagierte ebenso begeistert wie die Fachwelt; Otto von Bismarck und der damalige Kronprinz Friedrich Wilhelm zeigten Interesse für Pergamon. Alexander Kips und Max Friedrich Koch schufen ein 180-Grad-Panorama, das im Berliner Jubiläumsjahr 1886 am Lehrter Bahnhof ausgestellt wurde. Das 60 Meter lange und 14 Meter hohe Landschaftsbild des Burgbergs war mit Hilfe des Architekten Richard Bohn entstanden, der durch seine Mitarbeit bei den Grabungen über die archäologischen Befunde gut informiert war. Auch hier hatte man sich für eine Rekonstruktion des kaiserzeitlichen Pergamon entschieden, um die spektakulären Funde des Trajaneums zeigen zu können. Höhepunkt der Ausstellung war ein „Pergamonfest“ mit einem nachgestellten Triumphzug des Attalos.
Nach Meinung von Martin Zimmermann knüpft das Panorama von Yadegar Asisi an das Werk von Kips und Koch an, dabei werde „die nun rund 150 Jahre währende Begeisterung für Pergamon in einem freilich vergänglichen, nur während der Ausstellung gezeigten Bild angestachelt.“

## PERGAMON – Panorama der antiken Metropole (2011)

### Konzeption
Bevor das Pergamonmuseum 2014 wegen Restaurierung geschlossen wurde, war eine Sonderausstellung mit bisher nicht gezeigten Funden geplant. Diese Ausstellung sollte von einem Großpanorama der antiken Stadt begleitet werden. Dazu vereinbarten Andreas Scholl, Direktor der Staatlichen Museen zu Berlin, und Yalda Bouzrina, stellvertretende Geschäftsführerin und Verhandlungsleiterin seitens der asisi GmbH, im Sommer 2009 ein gemeinsames Projekt.

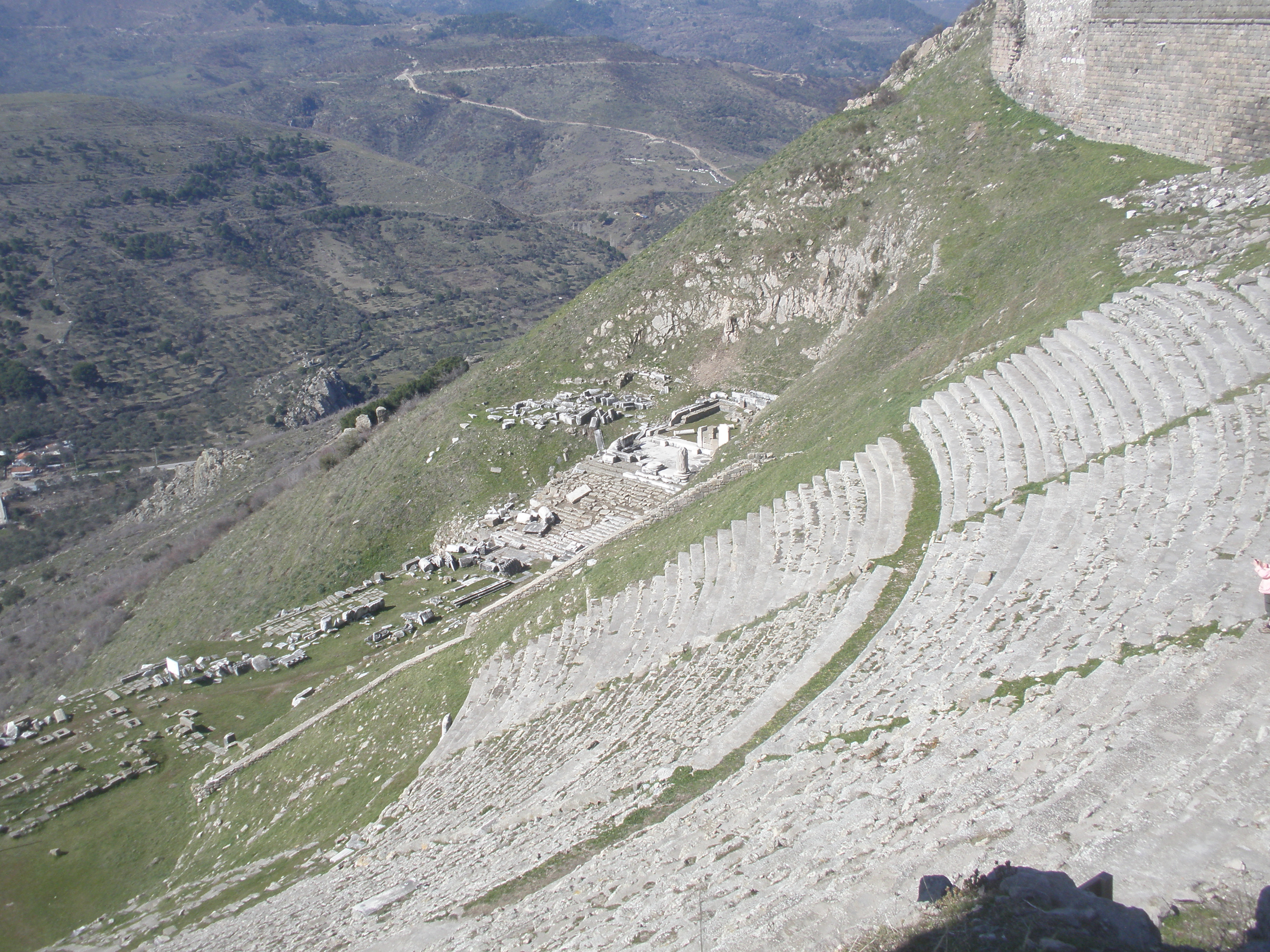
Blick über die Zuschauerränge (cavea) des Theaters von Pergamon auf die Ruinen des Dionysostempels (2012)

Als Yadegar Asisi im September 2009 nach Bergama reiste, um den Ausgrabungsleiter Felix Pirson zu treffen und die archäologische Stätte zu besichtigen, hatte er bereits einen Standpunkt geplant, den der Besucher des Panoramas einnehmen würde. Es ist ein Punkt, von wo aus der antike Mensch die Stadt und ihre Tempel nicht betrachten konnte: 25 Meter hoch in der Luft, am westlichen Berghang, in den das Theater hineingebaut wurde, über dem sogenannten Attaleion. Anschließend fertigte Asisi eine Bleistift/Feder-Zeichnung der Gesamtanlage an, die bereits die rekonstruierten antiken Gebäude in ihrer landschaftlichen Situation zeigte, so wie sie später im Panorama zu sehen sein würden.
Im Januar 2010 fand ein wissenschaftliches Kolloquium statt, bei dem anhand einer 1 × 4 Meter großen, kolorierten Entwurfsskizze die Ausführung der architektonischen Details diskutiert wurde, wie auch der Szenen aus dem antiken Alltagsleben, die im Panorama dargestellt werden sollten. Man entschied sich, die antike Stadt in ihrer Landschaft so zu zeigen, wie sie sich am 8. April des Jahres 129 n. Chr. anlässlich des Besuchs von Kaiser Hadrian darbot. In Zusammenarbeit mit den türkischen Behörden entstand im Mai 2010 ein 25 Meter hoher Fototurm an der archäologischen Stätte. Seine wichtigste Funktion war es, die Darsteller der antiken Bevölkerung bei dem anstehenden Fotoshooting in den richtigen Positionen aufzunehmen. Dafür wurden die Theatergruppe Sanat Tiyatrosu aus Izmir engagiert, eine Volkstanzgruppe aus der Stadt Bergama sowie zahlreiche Statisten.

### Rotunde

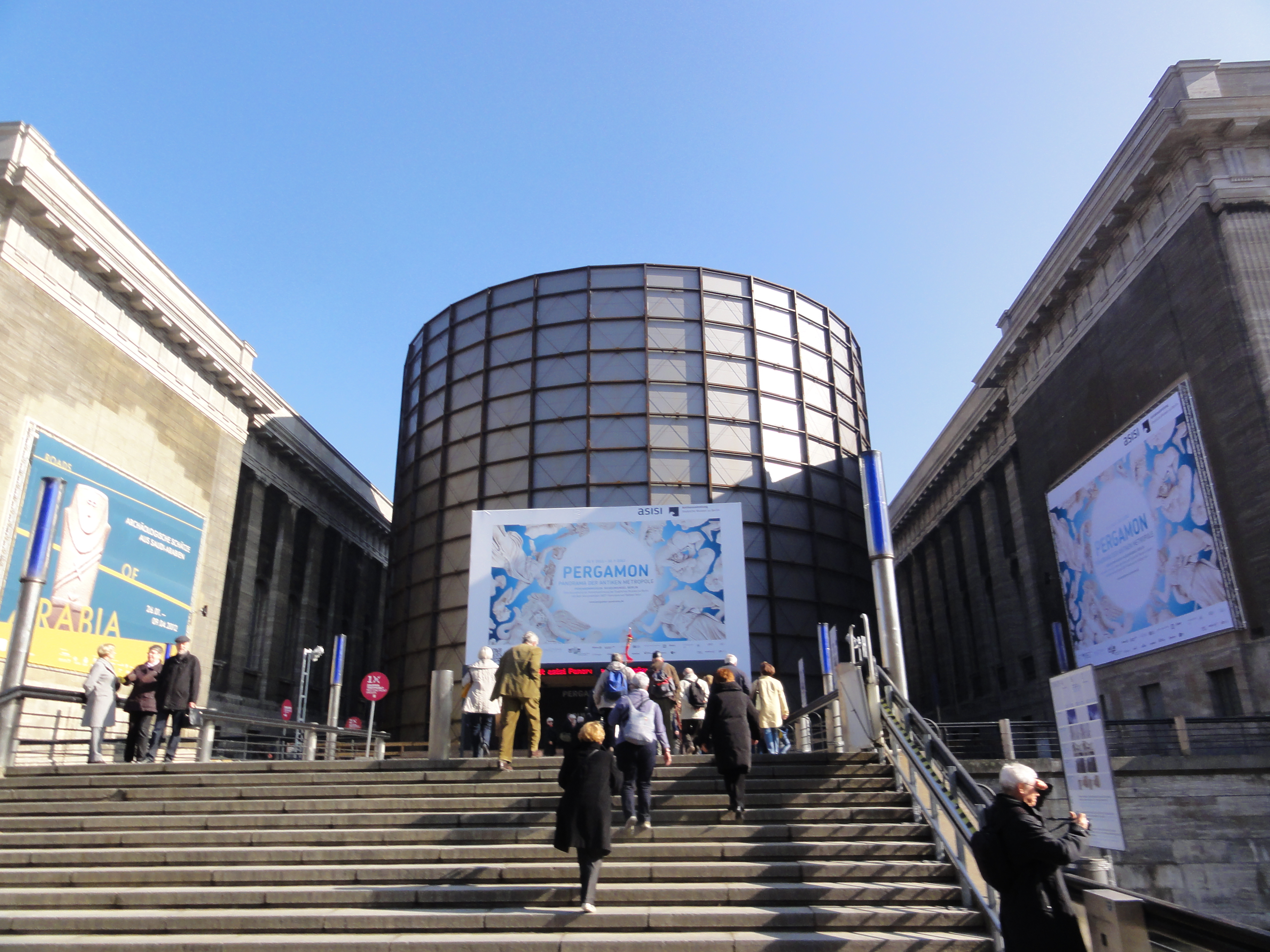
Rotunde auf der Museumsinsel (2012)

Im Lauf des Jahres 2010 wurde außerdem die Rotunde konzipiert, ein temporäres Gebäude, in dem das Panorama zu sehen sein sollte. Die Nachbarschaft denkmalgeschützter Bauten und die Fläche des Ehrenhofs gaben vor, dass die Rotunde maximal 27,5 Meter hoch sein konnte bei einem Durchmesser von 34 Metern. Der Baugrund im Ehrenhof war heikel: ein flacher Gewölbekeller mit Pfeilern im Kiesgrund der Spreeinsel. Im Juli und August 2011 wurde die Rotunde in möglichst leichter Bauweise (Stahlfachwerk mit innenliegender Fassade) errichtet; ein Gitterfundament aus Stahlträgern ermöglichte die gleichmäßige Verteilung des Gewichts.

### Panoramabild
Das Panoramabild, das in der Rotunde aufgehängt wurde, war 98,65 Meter breit bei einer Höhe von 23,05 Metern. Das Bildträgergewebe war eine Neuentwicklung der Großbilddruckerei Marx & Moschner in Lennestadt, die auch mit dem Druck der 34 gleich großen Bahnen beauftragt war. Bei der anschließenden Konfektionierung wurden die Bahnen mit Spezialgarn zusammengenäht. Anschließend – das Großbild war in einer Turnhalle ausgelegt – trug Asisi von Hand Leuchtfarbe für den Nachteffekt des Panoramas auf. Druck, Konfektionierung, Nachbearbeitung und Aufhängung des Bildes in der Rotunde fanden im August/September 2011 statt; bei der Aufhängung kam eine neue Technik zum Einsatz, bei der die Leinwand ähnlich einer Gardine mit Rollen an einer Laufschiene befestigt wurde.

### Sound
Eric Babak entwickelte für PERGAMON eine Klangwolke aus Orchestermusik, antiker Musik, Naturlauten und den Geräuschen einer antiken Stadt, die er in seinem Tonstudio auf Zypern realisierte. Er nutzte die ruhigen Nachtstunden in Berlin, um den Sound mit der Lichtdramaturgie in der Rotunde zu koordinieren.

### Szenen des Panoramabildes

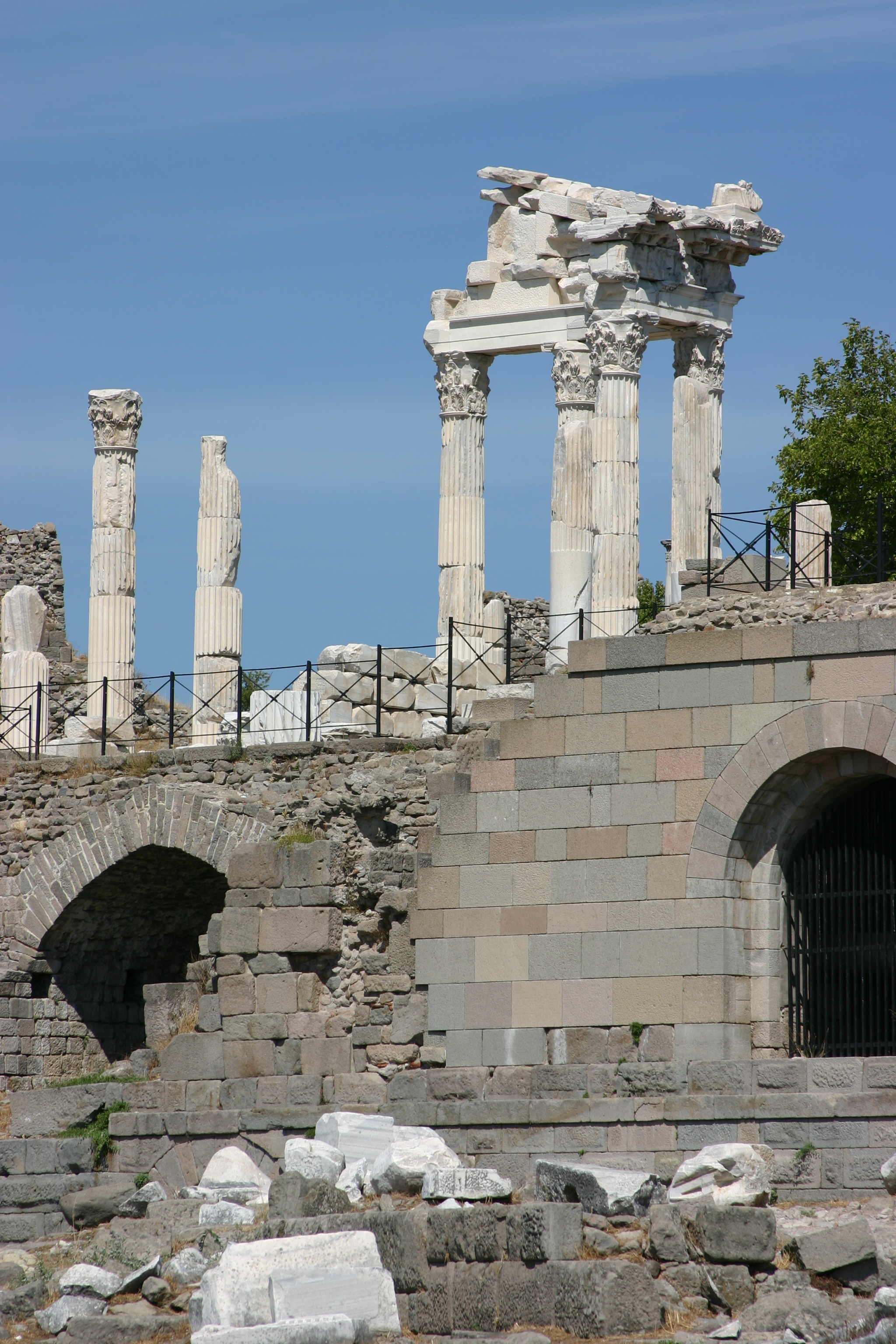
Teilrekonstruierter Giebel des Trajantempels in Pergamon (2011)

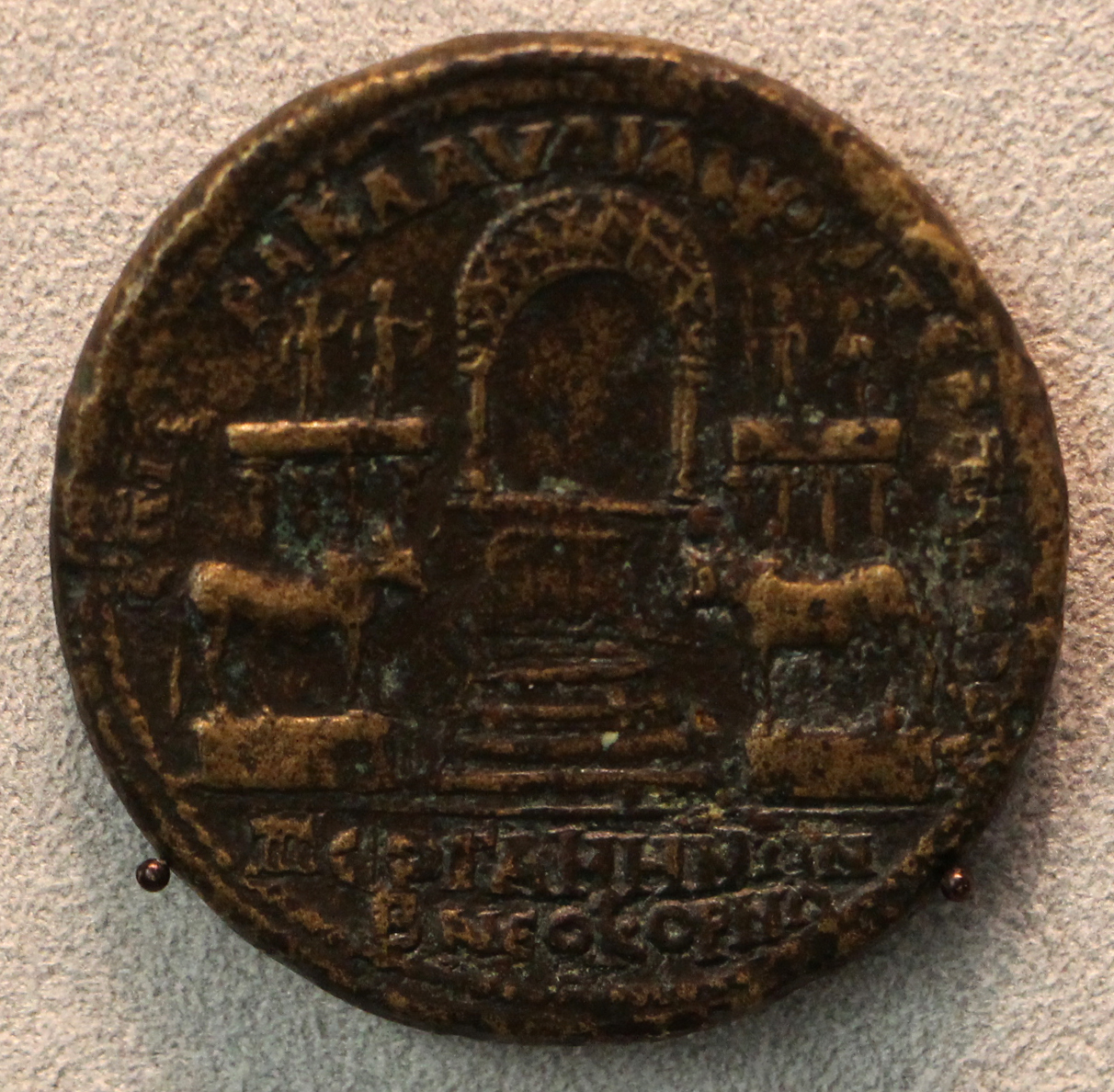
Pergamenische Münze aus der Zeit des Septimius Severus mit Darstellung eines Altars, der ein Baldachin trägt. Zum Altar führen Stufen hinauf, beiderseits flankiert von Säulenhallen, auf denen je zwei Figuren stehen. Im Vordergrund zwei Stierfiguren auf Podesten (Münzkabinett, Staatliche Museen zu Berlin). Bis auf die Stierfiguren folgt die Rekonstruktion des Pergamonaltars diesem Münzbild

Bekannt ist, dass Hadrian mit seiner Entourage spätestens im März 129 Griechenland verlassen hatte und zuerst in Ephesos empfangen wurde, was für diese Metropole eine Auszeichnung gegenüber dem konkurrierenden Pergamon darstellte. Hadrian besuchte anschließend Milet; die folgende kaiserliche Reiseroute ist nicht genau rekonstruierbar.
Das Panorama PERGAMON nimmt einen zweiten Besuch Hadrians in Pergamon an, nachdem er die Stadt bereits im Jahr 123 visitiert hatte. Dieser Kaiserbesuch ist das zentrale Ereignis des Panoramas:
- Der Kaiser wird bei seiner Ankunft von der Bevölkerung jubelnd begrüßt, zugleich ist dies der erste Tag der Dionysien. Während sich auf der Theaterterrasse die Festprozession nähert, wird im Dionysostempel das Opfer vorbereitet. Auf den Rängen des Theaters haben bereits zahlreiche Pergamener ihren Platz eingenommen. Ein hölzernes Bühnengerüst ist für die anstehenden Theateraufführungen errichtet worden.[16]
- Auf dem Burgberg ist im Hintergrund das Trajaneum zu sehen, an dessen Errichtung Hadrian besonders interessiert war. (Dieses Heiligtum war ursprünglich als Tempel für Trajan und Zeus Philios konzipiert, aber der Plan wurde geändert, und es entstand ein Tempel für die vergöttlichten Kaiser Trajan und Hadrian mit ihren Statuen in mehr als doppelter Lebensgröße, die zu beiden Seiten der inneren Cella aufgestellt wurden.[17]) Der Tempel wird anlässlich des Kaiserbesuchs 129 n. Chr. eingeweiht.[18] Mit seinem glänzend weißen Marmor überstrahlt er die übrige Bebauung des Burgbergs.[17] Die für dieses Heiligtum erforderlichen Stützmauern sind noch nicht fertiggestellt und daher eingerüstet. Im Vordergrund zieht das Hauptheiligtum der Stadt, der Athenatempel auf dem Burgberg, den Blick der Panoramabesucher auf sich. Auf dem Tempelvorplatz haben sich etliche Einwohner versammelt, die von oben eine gute Aussicht auf das Theater haben. Hinter dem Athenatempel erkennt man den Giebel der Bibliothek von Pergamon.
- Der Große Altar ist auf den höhergelegenen Athenatempel bezogen, was für den Besucher des Panoramas PERGAMON nachvollziehbar werden soll. An diesem Marmorbau fällt der farbenprächtige Fries besonders auf.[19] Zweifellos war der Fries in der Antike farbig bemalt, die Wahl der Farben ist jedoch hypothetisch. Asisi entschied sich dafür, auf dem Altar ein Baldachin ähnlich einer Laube darzustellen. Dieses Detail übernimmt er von dem Münzbild einer pergamenischen Großbronze (Foto).
- Der Blick geht hinunter zu der römischen Stadt in der Ebene, die unter den Kaisern Trajan und Hadrian weitgehend neu erbaut wurde. Theater, Amphitheater und Stadion heben sich als große öffentliche Bauten aus der Wohnbebauung heraus.[20]

Die Besucher können im Panorama PERGAMON außerdem nachvollziehen, wie die Stadt dank ihrer günstigen Lage zur antiken Metropole aufsteigen konnte. Die Pergamener lebten in einer Landschaft, die mit allen nötigen Ressourcen reich ausgestattet war:
- Der nach drei Seiten steil abfallende Burgberg war leicht zu befestigen, wobei der Südhang, da weniger steil, Platz für die Anlage einer Siedlung bot.
- Am westlichen Horizont gerade noch erkennbar ist das Meer: die etwa 27 km Entfernung zur Küste gaben den Pergamenern Zeit, ihre Verteidigung vorzubereiten, wenn ein Feind sich aus dieser Richtung näherte.
- Der Burgberg überblickt das fruchtbare, west-östlich verlaufende Tal des Flusses Kaïkos, der dank kräftiger Quellen ganzjährig die Wasserversorgung Pergamons sicherte. Die von Norden kommenden Bachläufe des Ketios und des Selinus führen sogar direkt am Burgberg vorbei. Der Wasserreichtum ermöglichte die intensive landwirtschaftliche Nutzung des weiten Tales, so dass auch die Versorgung mit Agrarprodukten gesichert war.
- Aus den nahegelegenen, mit Wald bestandenen Bergen (dem nördlich gelegenen Pindasos und dem Aspordenon im Süden) deckten die Pergamener ihren Bedarf an Bau- und Brennholz.

### Kritik
Die Kunstkritikerin Verena Straub interpretiert PERGAMON als „Präsentation einer verklärten Antikensehnsucht“, Produkt eines „sentimentalen Historismus“, bei dem beispielsweise antike Steinmetzen in einer Blumenwiese ihren Rausch ausschlafen dürfen. Besonders der Soundtrack („von Vogelgezwitscher über Hundegebell, über lachende Männerstimmen bis hin zu Engelschören“) wird von ihr als Teil eines Spektakels kritisiert, das sich als wissenschaftliche Rekonstruktion ausgebe. Oliver Heilwagen bezeichnet das Panorama als „Histo-Entertainment auf höchstem High-Tech-Niveau“ und herben Kontrast zu der großen Präsentation von Funden aus der antiken Metropole: diese Objekte seien aus gutem Grund bisher in den Depots verblieben, sie wirkten neben den berühmten Exponaten wie beliebiges „Strandgut“ aus mediterranen Provinzmuseen.

## Pergamonmuseum. Das Panorama (2018)
Das Ausstellungsprojekt Pergamonmuseum. Das Panorama präsentiert seit dem 17. November 2018 und voraussichtlich bis 2024[veraltet] rund 80 Hauptwerke der wegen Renovierung geschlossenen Antikensammlung zusammen mit dem überarbeiteten Panorama von Yadegar Asisi. Es wird das Jahr 129 n. Chr. dargestellt.
Während der Besucher bei dem Vorgängerprojekt die Option hatte, nur das Panorama oder nur die Ausstellung zu sehen, sind beide Komponenten in Pergamonmuseum. Das Panorama integriert worden. Für diese Version des Pergamon-Panoramas konzipierte Asisi 40 neue Szenen; das Fotoshooting fand im Oktober 2017 in einem Berliner Filmstudio statt.
Da der Ausstellungsraum in seiner Höhe nicht mehr durch die Firsthöhe der Bebauung rings um den Ehrenhof begrenzt wurde, ist das überarbeitete Panorama 2018 sechs Meter höher, so dass der Himmel mehr zur Geltung kommt. Asisi hat wissenschaftliche Kritik an seiner Rekonstruktion bei der Überarbeitung berücksichtigt, vor allem wird dem Betrachter eine blutigere Darstellung der Opferhandlungen am Großen Altar präsentiert, und auch Armut und Sklaverei werden mehr ins Bild gesetzt als bei der Darstellung der antiken Stadt 2011.
Nach Plänen der spreeformat architekten GmbH wurde seit Februar 2017 gegenüber vom Bode-Museum (Am Kupfergraben 2) ein neues temporäres Ausstellungsgebäude errichtet, eine 108 Meter lange und 14,5 Meter breite Halle mit einer Ausstellungsfläche von rund 2000 Quadratmetern. Neu hinzugekommen sind gegenüber 2011/2012 eine Videoprojektion des Pergamonaltars und eine Lichtinstallation des Telephosfrieses. Der Pergamonaltar selbst bleibt innerhalb des Museums und ist bis zum Ende der Renovierungsarbeiten nicht zu besichtigen.
Seit März 2023 ist das 360°-Panorama auch im Gasometer Pforzheim zu sehen.